# 양양 명주사 동종
양양 명주사 동종(襄陽明珠寺銅鐘)은 대한민국 강원특별자치도 양양군 현북면 어성전리에 있는, 조선 숙종 30년(1704)에 만들어진 높이 83㎝의 전형적인 조선 후기 범종이다. 1980년 2월 26일 강원특별자치도의 유형문화재 제64호로 지정되었다.

## 개요
조선 숙종 30년(1704)에 만들어진 높이 83㎝의 전형적인 조선 후기 범종이다.
종을 매다는 용뉴가 종의 몸체에 비하여 가냘프며, 2마리의 용이 다소 형식화 된 느낌을 준다. 종 윗쪽의 4곳에 일반적인 종과 같이 정사각형의 유곽이 있고, 유곽 안에는 돌출된 9개의 유두가 있다. 유곽 사이의 빈 공간에는 윗부분에 범자를 돌려가며 4곳에 양각하고, 아래로 머리광배을 갖춘 보살상을 그렸다. 종의 입 가장자리에는 화려한 덩굴무늬 띠가 있으며, 아랫부분에 글씨가 양각되어 있다.
몸체의 공간 구조나 종 아랫부분이 돋을새김으로 처리된 문양에서, 기하학적으로 변한 18세기 범종의 특성이 잘 나타나 있다.

## 같이 보기
- 양양 명주사

## 참고 문헌
- 양양명주사동종 - 국가유산청 국가유산포털